# Gołoledź

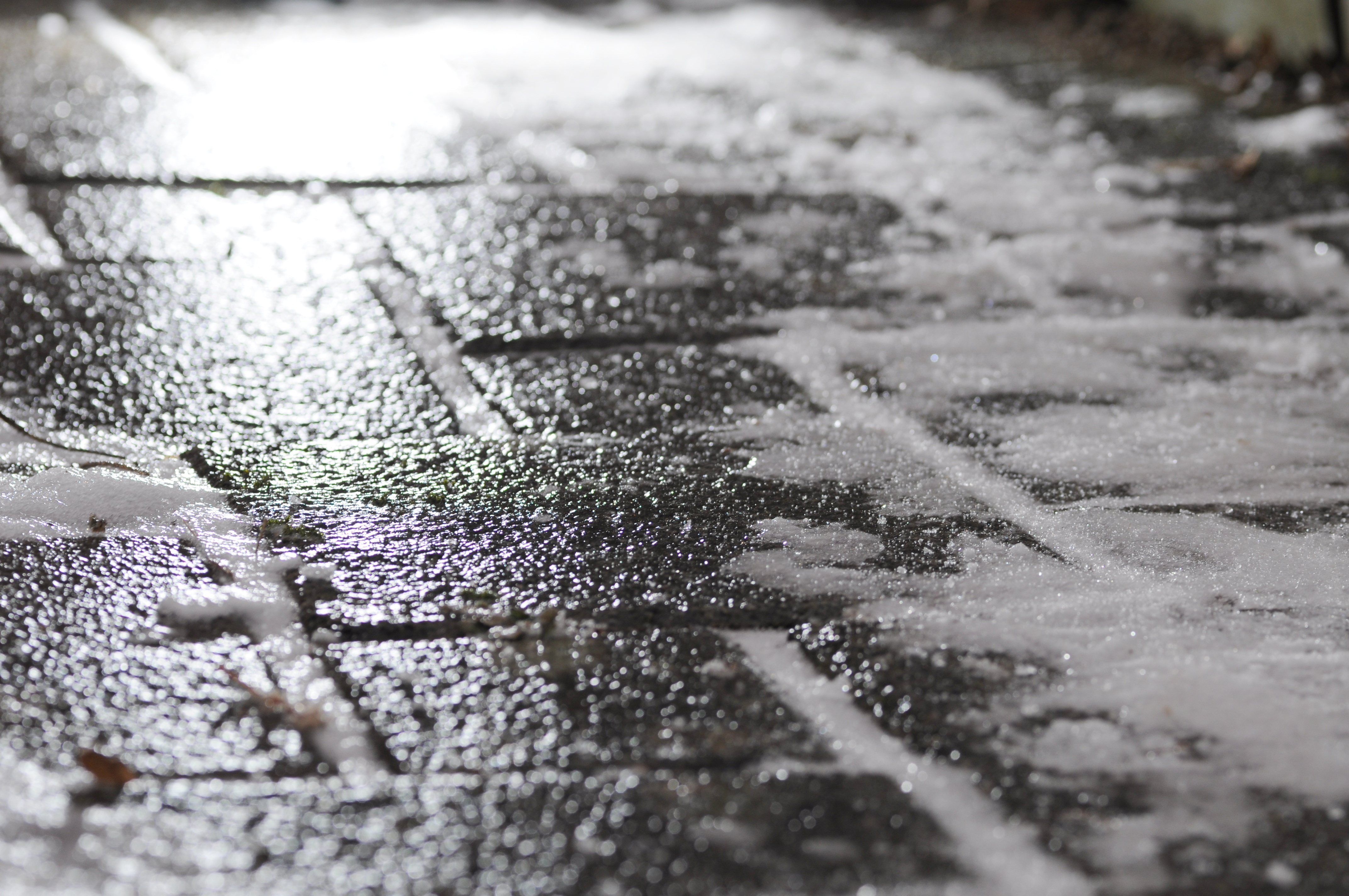
Gołoledź na chodniku

Symbol meteorologiczny przewidziany dla gołoledzi.

Gołoledź (pot. lodowica, ślizgawica, szklanka lub czarny lód ang. black ice) – osad w postaci gładkiej, równej, przezroczystej warstwy lodu, pokrywającej podłoże. Powstaje wtedy, gdy deszcz, mżawka (lub mgła) opada na podłoże o temperaturze niższej od zera. Spadające kropelki rozpływają się i zamarzają. Do gołoledzi najczęściej dochodzi wtedy, gdy po mroźnej i suchej pogodzie przychodzi ocieplenie, przynoszące również opady.
Podobnym zjawiskiem do gołoledzi jest ślizgawica, inaczej lodowica, jednak powstaje ono nie na skutek opadów, lecz w wyniku zamarzania cienkiej warstwy wody pokrywającej powierzchnię. Dzieje się tak często po krótkotrwałej odwilży. Zarówno gołoledź, jak i ślizgawica są zjawiskami bardzo groźnymi dla użytkowników dróg i chodników.
Gołoledź pośniegowa powstaje na drogach wskutek rozjeżdżania cienkiej warstwy śniegu i jej ponownego zamarzania w postaci cienkiej powłoki lodu.

## Etymologia
Słowo gołoledź wywodzi się z języka prasłowiańskiego. Składa się z dwóch wyrazów golo i -ledъ.